# Mortimer Adler

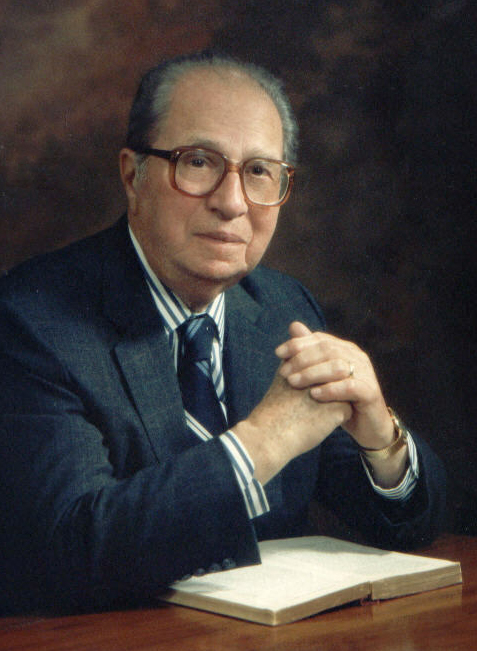
Mortimer Adler (undatiert)

Mortimer Jerome Adler (* 28. Dezember 1902 in New York; † 28. Juni 2001) war ein US-amerikanischer Philosoph und Schriftsteller.

## Leben
Mit 14 Jahren verließ Adler, der Sohn eines jüdischen Juweliers, die Schule, um Journalist zu werden. Er fand eine Anstellung als Drucker bei der New York Sun. In seiner Freizeit besuchte er Literatur- und Schreibkurse, wo er Werke von Autoren kennenlernte, die seine späteren Vorbilder werden sollten. Zu diesen zählen Platon, Aristoteles, Thomas von Aquin, John Locke und John Stuart Mill.
Namentlich die Lektüre einer Autobiografie von John Stuart Mill, in der Adler erfahren hatte, dass dieser bereits im Alter von fünf Jahren Platons Werke gelesen hatte, motivierte ihn schließlich zu einem Philosophiestudium an der Columbia University. Adler erlangte trotz seines enormen Interesses für die Philosophie und seinen Bemühungen in diesem Fach keinen Abschluss, weil er sich weigerte, die für den bachelor’s degree erforderliche Schwimmprüfung abzulegen. Dennoch wurde er in das Graduiertenprogramm der Hochschule aufgenommen und begann dort seine Karriere als Hochschullehrer. Einen formellen Abschluss erhielt er dann 1928, als ihm ein Doktor in Psychologie verliehen wurde.
1930 wurde Adler an die University of Chicago berufen, wo er mit ihrem damaligen Präsidenten Robert Hutchins als Vorstand der Encyclopædia Britannica die Sammlung Great Books of the Western World gründete. Adler bemühte sich in dieser Zeit auch darum, die Philosophie in andere Wissenschaften zu integrieren und sie als einen wesentlichen Bestandteil durchzusetzen. Er bemühte sich außerdem um die Bildung der breiteren Bevölkerung und darum, ihr die philosophische Tradition näherzubringen; aus diesem Impuls entstanden seine zahlreichen an Nichtakademiker gerichtete Werke. Er selbst sagte:

“Unlike many of my contemporaries, I never write books for my fellow professors to read. I have no interest in the academic audience at all. I’m interested in Joe Doakes. A general audience can read any book I write – and they do.”

„Im Gegensatz zu vielen meiner Zeitgenossen schreibe ich niemals Bücher, die meine Professorenkollegen lesen können. Ich habe überhaupt kein Interesse an einem akademischen Publikum. Ich interessiere mich für Joe Doakes. Ein allgemeines Publikum kann jedes Buch lesen, das ich schreibe - und das tun sie auch.“

Ein anderer Schwerpunkt in Adlers Wirken sind Theologie und Religionsphilosophie. In einem Interview von 1980, anlässlich des Erscheinens seines Werkes How to think about God, führte er aus, dass er nur aus moralischen, nicht aus intellektuellen Gründen nicht zum Christentum konvertiert sei. Die Konversion erfolgte dennoch im Jahr 1990, wozu er selbst anmerkte: “My chief reason for choosing Christianity was because the mysteries were incomprehensible. What’s the point of revelation if we could figure it out ourselves? If it were wholly comprehensible, then it would just be another philosophy.” (deutsch: „Mein Hauptgrund, mich für das Christentum zu entscheiden, war, dass die Geheimnisse unverständlich waren. Welchen Sinn hat die Offenbarung, wenn wir es selbst herausfinden können? Wenn es ganz und gar verständlich wäre, dann wäre es nur eine andere Philosophie.“)
Als Adler gefragt wurde, welches Buch er auf eine einsame Insel mitnehmen würde, gab er stattdessen eine Liste zur Antwort:
1. Thukydides, Der Peloponnesische Krieg
2. Platon, 5 oder 6 Dialoge
3. Aristoteles, Nikomachische Ethik und die Politik
4. Augustinus von Hippo, Confessiones
5. Plutarch, Doppelbiographien (Bíoi parálleloi)
6. Dante Alighieri, Die Göttliche Komödie
7. William Shakespeare, eine Auswahl von Stücken
8. Michel de Montaigne, Essais
9. Jonathan Swift, Gullivers Reisen
10. John Locke, Zwei Abhandlungen über die Regierung
11. Leo Tolstoi, Krieg und Frieden

Kritiker Adlers sahen ihn als Eurozentriker und Dogmatiker. Er selbst gab offen zu ein Welt-Föderalist zu sein.

## Werke
- Dialectic (1927)
- The Nature of Judicial Proof: An Inquiry into the Logical, Legal, and Empirical Aspects of the Law of Evidence (1931, mit Jerome Michael)
- Diagrammatics (1932, mit Maude Hutchins)
- Crime, Law and Social Science (1933, mit Jerome Michael)
- Art and Prudence: A Study in Practical Philosophy. 1937.
- What Man Has Made of Man: A Study of the Consequences of Platonism and Positivism in Psychology (1937)
- The Philosophy and Science of Man: A Collection of Texts as a Foundation for Ethics and Politics (1940)
- How to Read a Book: The Art of Getting a Liberal Education (1940)
- A Dialectic of Morals: Towards the Foundations of Political Philosophy (1941)
- How to Think About War and Peace (1944)
- The Revolution in Education (1944, with Milton Mayer)
- The Capitalist Manifesto, mit Louis O. Kelso. 1958. ISBN 0-8371-8210-7
- The Idea of Freedom: A Dialectical Examination of the Conceptions of Freedom (1958)
- The New Capitalists: A Proposal to Free Economic Growth from the Slavery of Savings, mit Louis O. Kelso. 1961.
- The Idea of Freedom: A Dialectical Examination of the Controversies about Freedom (1961)
- Great Ideas from the Great Books (1961)
- The Conditions of Philosophy: Its Checkered Past, Its Present Disorder, and Its Future Promise. 1965.
- How to Read a Book: A Guide to Reading the Great Books (1966)
- The Difference of Man and the Difference It Makes (1967)
- The Time of Our Lives: The Ethics of Common Sense (1970)
- The Common Sense of Politics (1971)
- How to Read a Book: The Classic Guide to Intelligent Reading (1972, mit Charles Van Doren) – Wie man ein Buch liest
- The American Testament (1975, mit William Gorman)
- Some Questions About Language: A Theory of Human Discourse and Its Objects (1976)
- Philosopher at Large: An Intellectual Autobiography (1977)
- Reforming Education: The Schooling of a People and Their Education Beyond Schooling (1977, edited by Geraldine Van Doren)
- Aristotle for Everybody: Difficult Thought Made Easy (1978)
- How to Think About God: A Guide for the 20th-Century Pagan (1980)
- Six Great Ideas: Truth-Goodness-Beauty-Liberty-Equality-Justice. 1981. ISBN 0-02-072020-3
- The Angels and Us (1982)
- The Paideia Proposal: An Educational Manifesto (1982)
- How to Speak / How to Listen (1983)
- Paideia Problems and Possibilities: A Consideration of Questions Raised by The Paideia Proposal (1983)
- A Vision of the Future: Twelve Ideas for a Better Life and a Better Society. 1984. ISBN 0-02-500280-5
- The Paideia Program: An Educational Syllabus. (1984, with Members of the Paideia Group)
- Ten Philosophical Mistakes.  1985. ISBN 0-02-500330-5
- A Guidebook to Learning: For a Lifelong Pursuit of Wisdom (1986)
- We Hold These Truths: Understanding the Ideas and Ideals of the Constitution (1987)
- Reforming Education: The Opening of the American Mind (1988, edited by Geraldine Van Doren)
- Intellect: Mind Over Matter (1990)
- Truth in Religion: The Plurality of Religions and the Unity of Truth (1990)
- Haves Without Have-Nots: Essays for the 21st Century on Democracy and Socialism. 1991. ISBN 0-02-500561-8
- Desires, Right & Wrong: The Ethics of Enough. 1991.
- A Second Look in the Rearview Mirror: Further Autobiographical Reflections of a Philosopher At Large. 1992.
- The Great Ideas: A Lexicon of Western Thought. 1992.
- Natural Theology, Chance, and God (The Great Ideas Today). 1992.
- The Four Dimensions of Philosophy: Metaphysical-Moral-Objective-Categorical. 1993.
- Art, the Arts, and the Great Ideas. Touchstone books. 1994. ISBN 978-0-684-80420-0
- Adler’s Philosophical Dictionary: 125 Key Terms for the Philosopher’s Lexicon. 1995.